# Ataque de pánico
Los ataques de pánico o crisis de ansiedad  son períodos en los que se padece, de una manera súbita, temporal y aislada, un susto, un miedo, temor o malestar intensos, con una duración variable que suele oscilar entre 10 y 30 minutos, aunque en algunos casos se han reportado ataques de una hora. Generalmente aparecen de manera inesperada, y pueden alcanzar su máxima intensidad en unos 10 minutos. No obstante, pueden continuar durante más tiempo si se desencadenan debido a una situación en que la persona no es, o no se siente, capaz de escapar; lo que puede generar desesperación.

## Enfermedades
La persona que sufre episodios de pánico se siente súbitamente aterrorizada sin una razón evidente para sí misma o para los demás. Durante el ataque de pánico se producen síntomas físicos muy intensos: taquicardia, dificultad para respirar, hiperventilación pulmonar, temblores o mareos. Los ataques de pánico pueden ocurrir en cualquier momento o lugar sin previo aviso.
Durante un ataque de pánico o crisis de angustia se presenta al individuo una súbita aparición de un nivel elevado de ansiedad y excitación fisiológica sin causa aparente. La aparición de estos episodios de miedo intenso es generalmente abrupta y suele no tener un claro desencadenante. Los ataques de pánico se manifiestan como episodios que irrumpen inesperadamente sin causa aparente y se acompañan de síntomas asociados al miedo, tales como hipertensión arterial súbita, taquicardia, dificultad respiratoria (disnea), mareos e inestabilidad, sudoración o náuseas, síntomas todos ellos coherentes con el miedo que los provoca. Generalmente acompaña a la crisis una extrañeza del yo junto a una percepción de irrealidad y de no reconocimiento del entorno.
Los ataques de pánico no duran mucho pero son tan intensos que la persona afectada los percibe como muy prolongados. A menudo el individuo siente que está en peligro de muerte inminente y tiene una necesidad imperativa de escapar de un lugar o de una situación temida (aspecto congruente con la emoción que el sujeto está sintiendo). El hecho de no poder escapar físicamente de la situación de miedo extremo en que se encuentra el afectado acentúa sobremanera los síntomas de pánico.
Experimentar un ataque de pánico es una experiencia terrible, incómoda e intensa que suele relacionarse con que la persona restrinja su conducta, lo que puede conducir, en casos, a adoptar conductas limitativas para evitar la repetición de las crisis. El trastorno puede desembocar en agorafobia, por miedo a presentar nuevas crisis si se presenta una fuerte conducta evitativa en el afectado.
A veces, el fenómeno de crisis se reproduce durante el sueño.
La edad de inicio de este tipo de trastorno es entre 12 y 25 años, la mayoría de los casos (según el Manual diagnóstico y estadístico de los trastornos mentales (DSM) y la Clasificación internacional de enfermedades) puede hacer pensar que el problema esté relacionado con la desvinculación y la autonomía personal. Al parecer, el ataque de pánico se desencadena tanto por factores externos —como afrontar una situación que produzca intranquilidad al sujeto— como por los significados que da, en su vida emocional, la persona que experimenta esas circunstancias externas.
Según el Instituto Nacional de Salud Mental de los Estados Unidos (NIMH), los ataques de pánico son sensaciones repentinas de terror sin motivo aparente que aparecen dentro del denominado trastorno de pánico (uno de los trastornos de la ansiedad). En estos ataques pueden presentarse síntomas físicos, tales como:
- Taquicardia
- Dolor en el pecho
- Dificultad para respirar
- Mareos

## Diagnóstico
La  cuarta edición del Manual diagnóstico y estadístico de los trastornos mentales de la Asociación Estadounidense de Psiquiatría (APA) (DSM IV) contempla, dentro de los criterios diagnósticos de los trastornos mentales, varios aspectos para diagnosticar la crisis de angustia:
- palpitaciones, sacudidas del corazón o elevación de la frecuencia cardíaca
- sudoración
- temblores o sacudidas
- sensación de ahogo o falta de aliento
- sensación de atragantarse
- opresión o malestar torácico
- náuseas o molestias abdominales
- Sensación de inestabilidad, mareo o desmayo
- desrealización (sensación de irrealidad) o despersonalización (estar separado de uno mismo)
- miedo a perder el control o a perder la razón
- miedo a morir
- parestesias (sensación de entumecimiento u hormigueo) y
- escalofríos o sofocaciones

No obstante, el DSM IV no contempla el ataque de pánico como una enfermedad codificada ni diagnosticable. Lo considera un síntoma. El DSM V distingue entre Ataque de pánico y Trastorno de pánico. El ataque de pánico puede producirse en distintos trastornos de ansiedad, así como en otras enfermedades mentales y en el curso de otros procesos médicos. Cuando el ataque de pánico aparece en otro contexto distinto del Trastorno de pánico debe ser considerado como un especificador y así se debe hacer constar. Por ejemplo: "Depresión Mayor con ataques de pánico". En el Trastorno de pánico el ataque de pánico no es un especificador, sino que se encuentra recogido entre los criterios diagnósticos del Trastorno de Pánico (300.01).

## Trastorno de pánico
En el trastorno de pánico (nombre que se le da a un trastorno emocional que consiste en la aparición repetida y persistente de ataques de pánico, con ansiedad persistente acerca de la posibilidad de que los ataques de pánico vuelvan a presentarse), la persona experimenta ataques de pánico repetidos e inesperados y sufre ansiedad persistente sobre la posibilidad que los ataques de pánico vuelvan a ocurrir. El trastorno de pánico se distingue de otros tipos de trastornos de ansiedad en que los ataques de pánico son repentinos, inesperados y sin causa aparente.

## Síntomas
En el ataque/crisis de pánico, pueden presentarse uno o varios de los siguientes síntomas físicos:
- Palpitaciones
- Dolor en el pecho o nuca o taquicardias
- Respiración forzada, arrítmica, apresurada o con sensación de ahogo
- Mareos
- Baja temperatura en las extremidades
- Náuseas o malestar estomacal
- Deseos de defecar
- Temblores, escalofríos o estremecimientos
- Sensibilidad a la luz (midriasis o dilatación de pupilas)
- Temblores o sacudidas
- Sudoración
- Opresión o malestar torácico
- Parestesias (sensación de hormigueo en las manos o en pies)
- Escalofríos.
- Episodios de calor
- Dificultades para hablar o comunicarse
- Debilidad o inestabilidad

También se presentan algunos de los siguientes miedos y sensaciones:
- Sensación de perder el control, miedo a perder la razón
- Sensación de miedo a la muerte
- Despersonalización o desrealización (percepción de irrealidad: sentirse que uno mismo y/o el entorno no son reales)
- Deseo imperativo de escapar del lugar, momento y situación en los que se produjeron las crisis
- Miedo a perder distintas partes del cuerpo, como boca, lengua, manos, etc.

### Hiperventilación

Hiperventilación

Durante el estado de alerta se altera la forma y la velocidad de la respiración, como en toda situación en donde una persona se sienta asustada. Si en ese momento el cuerpo no consume la energía para la cual se ha preparado, puede surgir una hiperventilación que produce muchos de los incómodos síntomas percibidos durante la crisis:
- Mareos
- Quedarse sin aliento
- Nudo en la garganta
- Hormigueo o entumecimiento en las manos o los pies
- Náuseas
- Confusión

El cambio en la forma de respirar puede limitar estos síntomas, al volver muchas de las variables corporales a las condiciones normales. Además, el hecho de que la persona perciba poder estar haciendo algo para cuidarse a sí misma y gestionar la crisis hace que se sienta algo más segura, ya que percibe poder controlar en algo en la situación.

### Desrealización
Uno de los síntomas más terribles para los afectados es la percepción de desrealización. La desrealización es un cambio en la percepción del entorno de un individuo, en donde el mundo a su alrededor parece irreal o desconocido.

### Lenguaje coloquial relacionado
Las expresiones más comúnmente usadas para describir los síntomas y sensaciones de desrealización son las que siguen:
- Es como ver a través de un velo.
- (...) una sensación de niebla en los sentidos.
- separado de ti mismo.
- (...) estar atrapado en un vidrio.
- Me siento retraído.
- (...) aislado o distante del entorno inmediato.
- (...) como espectador de algún juego extraño y sin sentido.
- (...) sin vida.
- (...) como en un sueño.
- (...) fuera del cuerpo, te observas desde la mente.

Todas estas sensaciones se generan directamente a partir la ansiedad, son síntomas de la misma. Se deben a cambios que ocurren en la forma en la que el cerebro procesa las señales nerviosas durante los trastornos de ansiedad.[cita requerida]

## El proceso de pánico
El pánico es una forma de miedo intenso en la que aparecen fenómenos fisiológicos y psicológicos coherentes con esa emoción. 

### Aproximación teórica cognitivo-conductual
- Según los enfoques cognitivo-conductuales, en el proceso de pánico, una imagen mental, real o imaginaria, desencadena un rápido proceso que involucra al cerebro y al cuerpo. La espiral creciente de sucesos de percepciones de amenaza y reacciones corporales de miedo que se producen en el organismo desencadenan una serie de síntomas que desembocan en una inminente sensación de pérdida de control por parte del afectado que parece superar la voluntad y minar instantáneamente la confianza y la seguridad del individuo. Esta instantánea, gran carencia de seguridad suele provocar un gran deseo de huida y una amenazante sensación de miedo a morir, enloquecer o provocar una escena indeseada. Una vez concebida la idea que desencadena el pánico, la crisis fisiológica y psicológica se activa como consecuencia del círculo creciente de percepciones mentales y reacciones corporales de miedo. Las reacciones fisiológicas desencadenan nuevas percepciones de miedo que incrementan las reacciones del cuerpo de una manera cíclica y creciente. La incapacidad del sujeto para activar estrategias eficaces para detener el fenómeno creciente acaba desencadenando el denominado ataque de pánico.[cita requerida]

### Otros enfoques
La sensación de miedo/pánico se desencadena quizá debido a cambios en la vida de la persona que sufre el ataque y a los significados atribuidos a dichos cambios. Estas personas tienen dificultades para conectar dichos cambios con la sensación de pánico, que identifican en muchos casos como un problema físico (ataque cardíaco, asfixia, etcétera).[cita requerida]

## Origen neurológico de los ataques de pánico
Hay dos enfoques no excluyentes entre sí que tratan de explicar el origen de los ataques de pánico. Uno de ellos apunta a un exceso del neurotransmisor norepinefrina (NE) que produce una regulación a la baja de los receptores adrenérgicos postsinápticos. Esta teoría se apoya en la evidencia de que los pacientes con trastorno de pánico son especialmente sensibles a los antagonistas alfa 2 e hiposensibles a los agonistas alfa 2. Productos como la cafeína o la yohimbina desatan crisis de ansiedad o ataques de pánico en personas con predisposición física a ello. La segunda teoría, no excluyente de la primera, es que en origen, el neurotransmisor GABA y, en concreto, el complejo receptor GABA-A y su correspondiente canal del cloro se desplazan hacia un punto donde la entrada del ion de cloruro se frena, causando el desencadenamiento de los ataques. Cuando el canal tiende a cerrarse, la ansiedad aumenta, si se usa una medicación como una benzodiazepina, esta se une al receptor transmembranario intracelular benzodiacepínico, el canal se abre poco a poco y la crisis cesa. Con todo, queda mucho por investigar éstas y otras teorías porque no excluyen posteriores descubrimientos o hipótesis alternativas, pero con todo ambas responden muy bien a los efectos constatados en la práctica médica común.

## Desarrollo de la crisis
Wilson R. Reid describe dos etapas en el desarrollo de la crisis de pánico:
- En la primera etapa —ansiedad anticipatoria—, existe una comunicación inconsciente entre la mente y el cuerpo. La mente considera que se aproxima una situación temida y estimula un proceso de pensamiento cuando recuerda una situación pasada difícil. En ese momento, la mente crea una imagen que indica al cuerpo a que responda, en el momento presente, como si se estuvieran produciendo dificultades pasadas. Con esta información sobre crisis pasadas, la mente comienza a cuestionarse su capacidad para hacer frente a la crisis. Estas preguntas instruyen al cuerpo para prepararse contra cualquiera de las peores consecuencias posibles. La mente evoca imágenes en las que el sujeto no ha podido controlar el episodio anteriormente y se envía un mensaje de protección al cuerpo.

- En la segunda etapa —el ataque de pánico—, estos mensajes entre mente y cuerpo ya no son silenciosos, pero sus efectos son los mismos. Esto provoca sensaciones físicas que el cuerpo genera (como las taquicardias). El individuo afectado tiene miedo de los síntomas percibidos e inconscientemente emite instrucciones al cuerpo para protegerse, con las cuales el cuerpo comienza a "cambiar su química" con el fin de protegerse de la emergencia. Sin embargo, como no se trata de una verdadera crisis física, no se puede utilizar correcta y eficazmente la estrategia del organismo, preparado para la alerta. Como consecuencia, se produce un aumento de los síntomas físicos, lo que a su vez crea el ciclo auto-reforzado de percepciones de amenaza y reacciones corporales que se sufren durante el ataque de pánico.[cita requerida]

## Fisiología del pánico

Representación del sistema límbico

Aunque estos episodios de miedo extremo pueden aparecer de manera inesperada, se consideran parte de la respuesta evolutiva de los seres vivos, denominada reacción de lucha o huida. En la crisis, esta respuesta se produce fuera de contexto, inundando el organismo de hormonas (especialmente adrenalina y noradrenalina) como ayuda en defensa propia frente a una amenaza percibida.[cita requerida]
El miedo extremo produce cambios fisiológicos inmediatos: se incrementa el metabolismo celular, aumenta la presión arterial, la concentración de la glucosa en la sangre y la actividad cerebral, así como la coagulación sanguínea. El sistema inmunitario se detiene (al igual que toda función no esencial), la sangre fluye a los músculos mayores (especialmente a las extremidades inferiores en preparación para la huida) y el corazón bombea sangre a gran velocidad para trasportar hormonas a las células (especialmente adrenalina y noradrenalina). También se producen modificaciones faciales: agrandamiento de los ojos para mejorar la visión y dilatación de las pupilas para facilitar la admisión de luz, la frente se arruga y los labios se estiran horizontalmente.[cita requerida]
Cuando el sistema límbico fija su atención en una amenaza o una percepción de peligro (existente o no), los lóbulos frontales (zona del cerebro encargada de cambiar la atención consciente de una cosa a otra) se desactivan parcialmente. Durante un ataque de pánico la atención consciente queda fijada en el peligro inminente percibido.

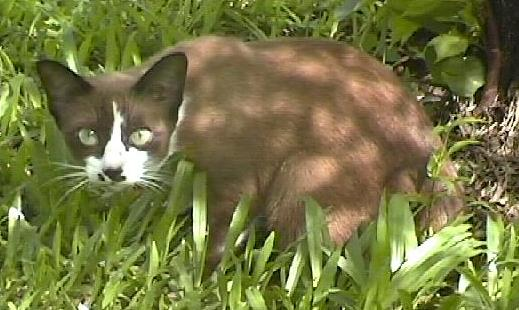
El mecanismo del miedo. ¿Lucha o huida?

## Alerta y retroalimentación
Una imagen mental o real, un aroma u otros estímulos pueden desencadenar síntomas fisiológicos de alerta en el cuerpo (ritmo cardíaco, presión sanguínea, etcétera). Esta respuesta fisiológica adecuada del cuerpo es interpretada por el sujeto como una confirmación de la amenaza, y se produce una retroalimentación positiva del miedo que impide una valoración del auténtico riesgo por parte del afectado. La cadena de percepciones de la mente y reacciones del cuerpo se produce rápida y secuencialmente en una escalada incontrolada que conlleva a la crisis. Dado que los primeros ciclos de percepción y reacción se producen de manera inconsciente, el afectado se percata del hecho cuando los síntomas han alcanzado cierta intensidad. Esto sucede especialmente en el caso de las fobias: la atención de la persona con fobia, incapaz de concentrarse en otra cosa que no sea su percepción de amenaza, magnifica desproporcionadamente el peligro percibido.[cita requerida]

## Aspectos psicológicos de la crisis

### La "trampa" del pánico
Muchos expertos e investigadores, incluidos los doctores David Carbonell y Giorgio Nardone, describen los ataques de pánico y el trastorno de pánico como una trampa (muy eficaz) en dos ámbitos fundamentales. En primer lugar, la trampa del que sufre una crisis consiste en creer que lo que está viviendo es peligroso (es decir, surgirá un ataque al corazón, un desmayo, se perderá la razón, se perderá el control) cuando realmente un ataque de pánico no representa ningún peligro en absoluto.[cita requerida] En segundo lugar, los afectados caen en la trampa de hacer cualquier cosa que creen que les ayudará a evitar las crisis cuando lo que realmente hacen es empeorar los ataques de pánico. Estas actividades incluyen comportamientos de evitación, tratando de controlar los ataques de pánico, luchando contra ellos, cayendo en supersticiones y rituales para evitar ataques de pánico y conseguir autoprotección. Es decir, lo que se hace para enfrentarse a los ataques de pánico termina por perpetuarlos, en la mayor parte de los casos.
Según Giorgio Nardone y Federica Cagnoni, una experiencia inicial, real o imaginaria, puede introducir en la mente del sujeto una nueva posibilidad de reacción perceptiva: la del temor. A partir de esa experiencia, todo lo que se lleva a cabo se hace con el fin de defenderse del peligro real o imaginario. Sin embargo, esa reacción no funciona sino que, por el contrario, se confirma aún más la amenaza, lo que empeora los efectos e induce una clásica situación de reacción de pánico, tanto en términos de la generalización del miedo en lo psíquico como en la respuesta del comportamiento.[cita requerida]

### "Intentos" de solución en la persona afectada
En particular, se han identificado tres intentos típicos de soluciones llevadas a cabo por el sujeto:
- Evitación. El efecto de evitar, de hecho, representa una afirmación para el individuo de la amenaza de la situación evitada que prepara un comportamiento de sucesivas conductas evasivas. Todo esto tiene como único efecto el incremento del temor por confirmar, pero también incrementa el escepticismo con respecto a los propios recursos, aumentando de esta manera la fobia e incluso las reacciones. De esa forma, el trastorno se hace cada vez más invalidante y limitante.

- Solicitud de ayuda. Una vez que el círculo vicioso de la evasión se activa, la persona a menudo utiliza una segunda "estrategia" que resulta ser contraproducente: la solicitud de ayuda, es decir, la necesidad de estar siempre acompañado y confortado por alguien que está dispuesto a intervenir en caso de crisis y de pánico al perder el control. El efecto de esa solicitud es inicialmente el de tranquilizar a la persona afectada, pero poco a poco conduce a aumentar el miedo y sus consecuentes limitaciones. De hecho, esta posibilidad de tener a alguien o algo (una sustancia o medicamento) para intervenir rápidamente en ayuda del que sufre el temor termina por confirmar que el afectado es incapaz de enfrentar la situación temida en primera persona y, por tanto, ser capaz de manejar las consecuencias. Incluso este proceso tiende a generalizarse y lleva a la persona a una forma grave del trastorno fóbico basado en la lógica de "ser dependiente" y no poder controlarse.

- Intento de control. El control sobre el comportamiento fisiológico y sus reacciones redunda en un ciclo perceptivo-reactivo para obligar a entrar al sujeto en acción a fin de afrontar el miedo. Sin embargo, en el intento de mantener el control a toda costa sobre el propio organismo y sus funciones mentales, se experimenta una situación paradójica: la focalización de la atención en las reacciones fisiológicas (latidos del corazón, respiración, equilibrio, etcétera) conduce inevitablemente a una alteración de algunas de las mismas funciones, lo que provoca un temor que, a cambio, genera más alteraciones, con lo que se activa un círculo vicioso en el que "el intento de control desemboca en una pérdida de control".

## Controlar el pánico
Controlar el pánico requiere tiempo y paciencia para redefinir las actitudes frente al miedo extremo para enfrentarse al suceso que lo provoca y no evitarlo.
Una de las estrategias que mejor ha funcionado consiste en la aplicación de diez reglas para afrontar una crisis de pánico:
- Recordar que lo que se experimenta es una exageración de las reacciones habituales ante el estrés.
- No es ni dañino ni peligroso, solo desagradable. Nada peor puede pasar.
- No añadir pensamientos alarmantes sobre lo que está pasando y lo que podría ocurrir.
- Fijarse en lo que está experimentando el cuerpo en ese momento, no en los temores sobre lo que podría llegar a suceder después.
- Esperar y dejar que pase el temor. No luchar contra él. Aceptarlo.
- Al dejar de pensar en cosas alarmantes, el temor se extingue por sí solo.
- Recordar que lo principal es aprender a afrontar el miedo, no a evitarlo. Aprovechar la oportunidad para progresar.
- Pensar en los avances logrados hasta ese momento, a pesar de las dificultades. Pensar en la satisfacción que supondrá haber superado ese momento.
- Al empezar a experimentar mejoría, mirar alrededor y pensar en planes para hacer después.
- Al sentirse listo para continuar, comenzar despacio, en un estado de relajación. No es necesario correr ni esforzarse.

## Medicación
Las medicinas apropiadas son realmente efectivas en el trastorno por ataque de pánico. Los inhibidores selectivos de la recaptación de la serotonina son considerados la primera línea de tratamiento por encima del uso habitual de benzodiacepinas, debido a que se evita los efectos derivados de la tolerancia, la dependencia y el abuso concomitantes a los ansiolíticos. Hay pocas pruebas de que las intervenciones farmacológicas pueden alterar directamente la agorafobia y existen muy pocos estudios realizados. El tratamiento de la medicación de pánico facilita el tratamiento. En Europa solo el 8% de los pacientes recibe la medicación adecuada.
Los medicamentos habituales que se emplean suelen ser los inhibidores de la recaptación de serotonina, los inhibidores de la monoaminooxidasa, los antidepresivos tricíclicos e inhibidores de la recaptación de la norepinefrina. Se toman regularmente cada día y alteran las configuraciones de los neurotransmisores que a su vez pueden ayudar a bloquear los síntomas. Aunque estos medicamentos se describen como "antidepresivos", casi todos ellos —especialmente los antidepresivos tricíclicos— tienen propiedades ansiolíticas, en parte, debido a sus efectos sedantes. Se ha constatado que los ISRS exacerban los síntomas en pacientes con trastorno de pánico, especialmente al comienzo del tratamiento e incluso han provocado ataques de pánico en individuos sanos. Los ISRS también son conocidos por producir síndrome de discontinuación, síntomas de abstinencia, que incluye ansiedad de rebote y posibles ataques de pánico. Se ha citado la comorbilidad de la depresión mayor como la enfermedad concomitante que genera el peor curso, dando lugar a una enfermedad crónica incapacitante. El uso de benzodiacepinas para el trastorno de pánico es controvertido, con opiniones diferentes en la literatura médica. 
La Asociación Americana de Psiquiatría, más conocida como APA, indica que las benzodiazepinas pueden ser eficaces para el tratamiento del trastorno de pánico y recomienda que la elección de si usar benzodiazepinas, antidepresivos con propiedades antipánico o psicoterapia debe basarse en la historia y en las características de cada paciente individualmente. Otros expertos creen que las benzodiacepinas deben ser evitadas debido a los riesgos que entrañan la dependencia física y la tolerancia a los ansiolíticos.
La Federación Mundial de Sociedades de Psiquiatría Biológica explica que las benzodiazepinas no deben utilizarse como una opción de tratamiento de primera línea, pero son una opción muy adecuada para el tratamiento resistente a los antidepresivos como primera línea de elección.
Actualmente, las dos benzodiacepinas más usadas para el trastorno por ataque de pánico son el alprazolam y el clonazepam, si bien la segunda es menos empleada debido a que su efecto terapéutico inicial es algo más lento que el del alprazolam, si bien tiene como ventaja una semivida más larga con menos dosis. El alprazolam es la única benzodiacepina aprobada por la APA para el tratamiento específico por ataque de pánico.
A pesar de creciente interés en el uso de antidepresivos y otros agentes para el tratamiento de la ansiedad como las mejores prácticas recomendadas, las benzodiazepinas siguen siendo un medicamento que se utiliza comúnmente para el trastorno de pánico. En opinión de muchos psiquiatras hay evidencia insuficiente para recomendar un tratamiento sobre otro para el trastorno de pánico. La APA ha señalado que si bien las benzodiazepinas tienen la ventaja de un rápido inicio de acción, ésta conlleva el riesgo de desarrollar dependencia a los ansiolíticos. El Instituto Nacional de Excelencia Clínica llegó a una conclusión diferente, que señaló los problemas de la utilización de ensayos clínicos no controlados para evaluar la eficacia de la farmacoterapia y basada en placebo. Concluyeron que las benzodiazepinas no eran eficaces a largo plazo para el trastorno de pánico y recomendaron que las benzodiacepinas no se utilizaran durante más de 4 semanas para el trastorno de pánico. Guías clínicas recomiendan tratamientos farmacoterapéuticos alternativos o intervenciones psicoterapéuticas como líneas de acción.

## Tratamiento cognitivo-conductual
Desde la terapia cognitivo-conductual, el tratamiento se compone de diferentes fases:
- En la psicoeducación, se explica el proceso del pánico, cómo se origina y como se mantiene por medio de las conductas evitativas.
- En la relajación, se orienta al paciente para que aprenda a controlar los aspectos de hiperactivación física implicados en el ataque de pánico.
- En la reestructuración cognitiva, se le ayuda a controlar los pensamientos catastróficos asociados a los ataques de pánico.
- En la exposición, se le coloca ante estímulos interoceptivos (sensación de ahogo, palpitaciones, mareo) y ante situaciones disparadoras del ataque de pánico.

## Afrontar el pánico
Afrontar el pánico requiere tiempo y paciencia para redefinir las actitudes frente al miedo extremo para enfrentarse al miedo y no evitarlo.
W. R. Reid compara ocho actitudes habituales frente al ataque de pánico con ocho actitudes de recuperación que resultan más eficaces.

### Actitudes habituales/"curativas"
- "No puedo permitir que nadie lo sepa". / "No me avergüenzo".
- "El pánico es malo. Es el enemigo". / "¿Qué puedo aprender como estudiante del pánico?"
- "Quiero evitar los síntomas". / "Quiero hacer frente a los síntomas para adquirir conocimientos".
- "Tengo que descansar ahora". / "No me importa estar preocupado aquí y ahora".
- "Tengo que permanecer en alerta". / "No voy a permanecer en alerta contra la ansiedad".
- "Esto es una prueba". / "Esto es la práctica".
- "Tengo que tener certeza de que no hay riesgos". / "Puedo tolerar la incertidumbre".
- "Será mejor que esto funcione". / "No importa si no funciona".
- "me importa el que dirán" / no me importa el que dirán, soy seguro/a de mi mismo/a".